# Ipomoea quamoclit
Ipomoea quamoclit är en vindeväxtart som beskrevs av Carl von Linné. Ipomoea quamoclit ingår i släktet praktvindor, och familjen vindeväxter. Inga underarter finns listade i Catalogue of Life.

## Bildgalleri

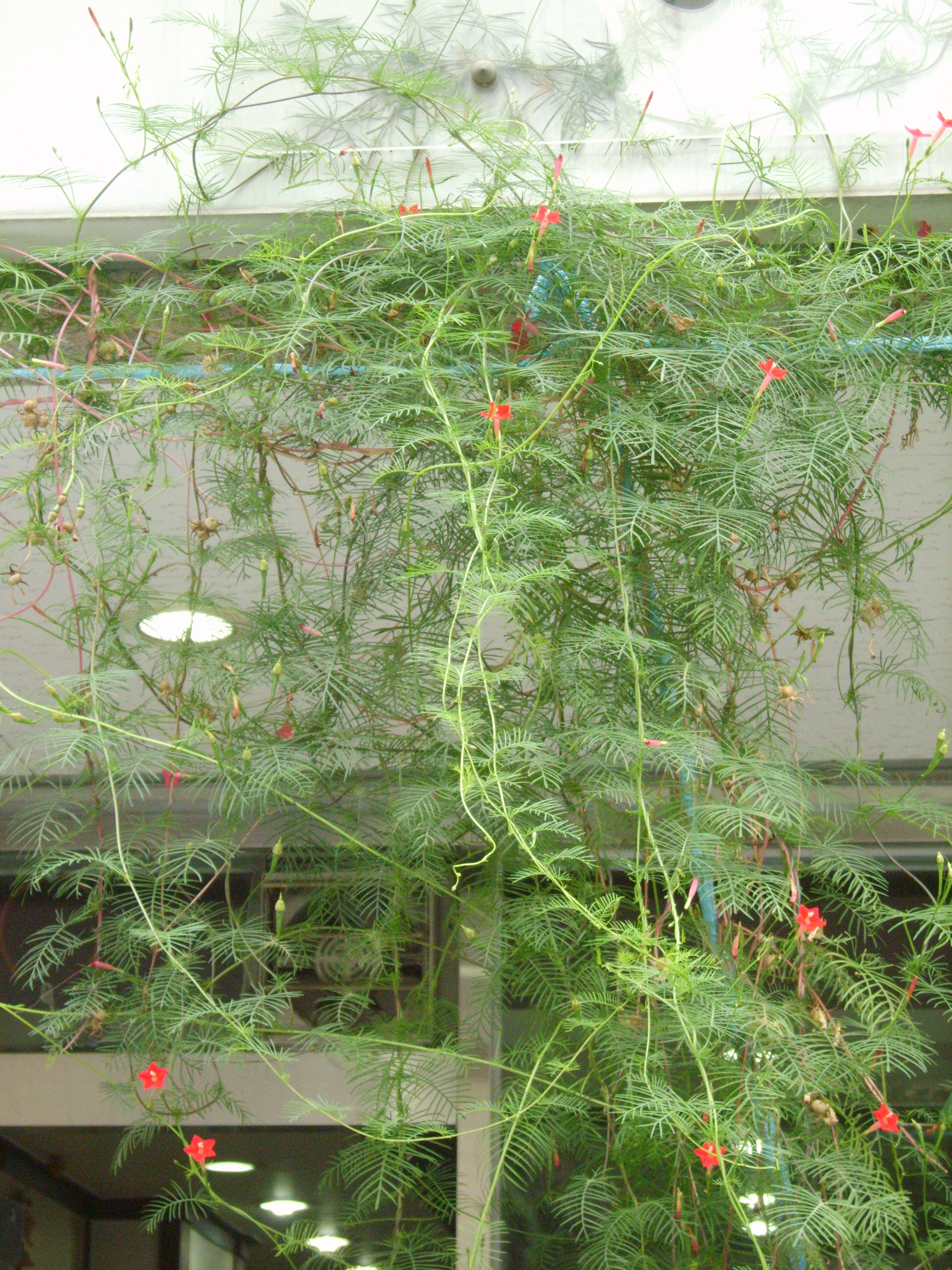
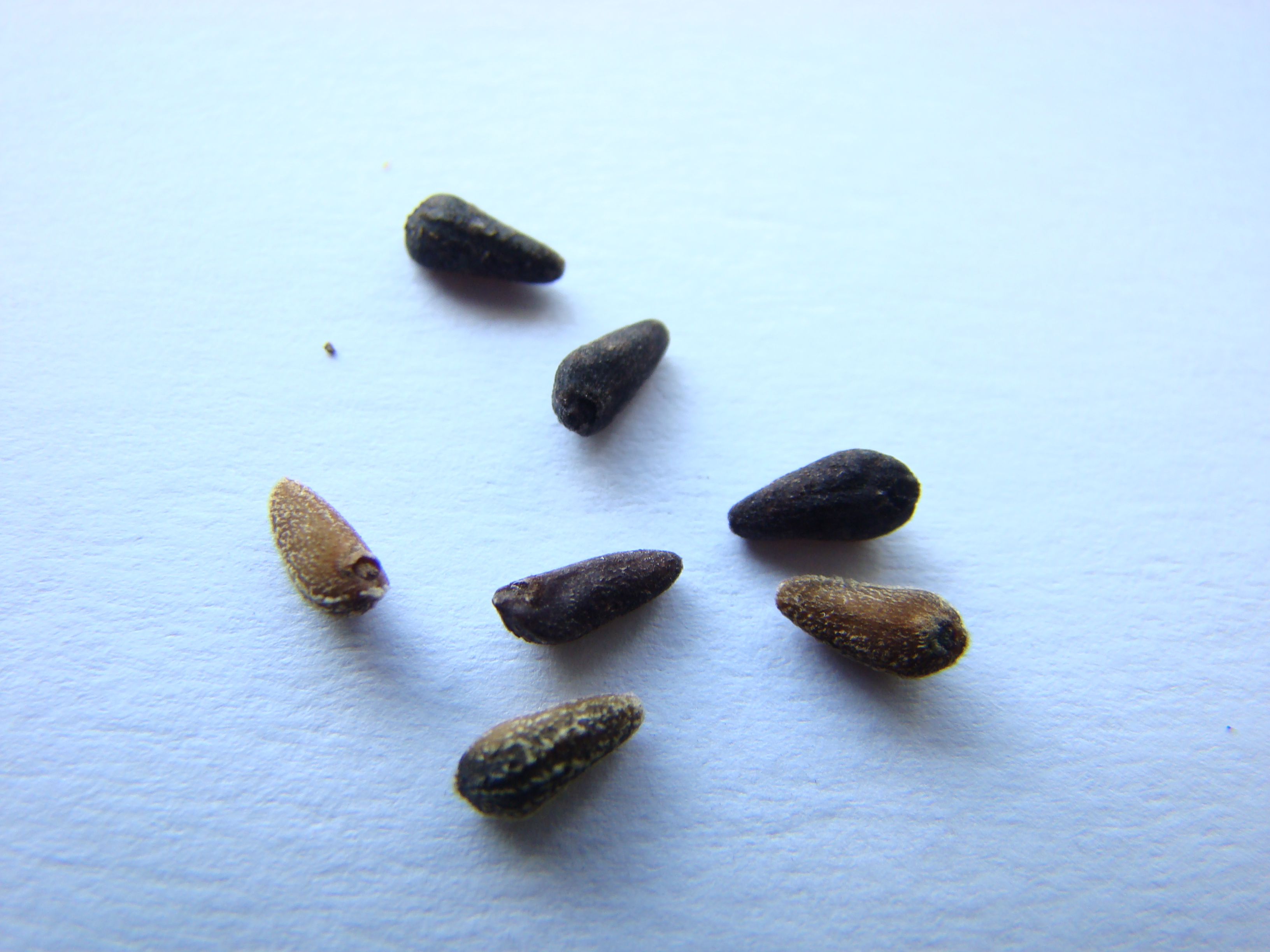
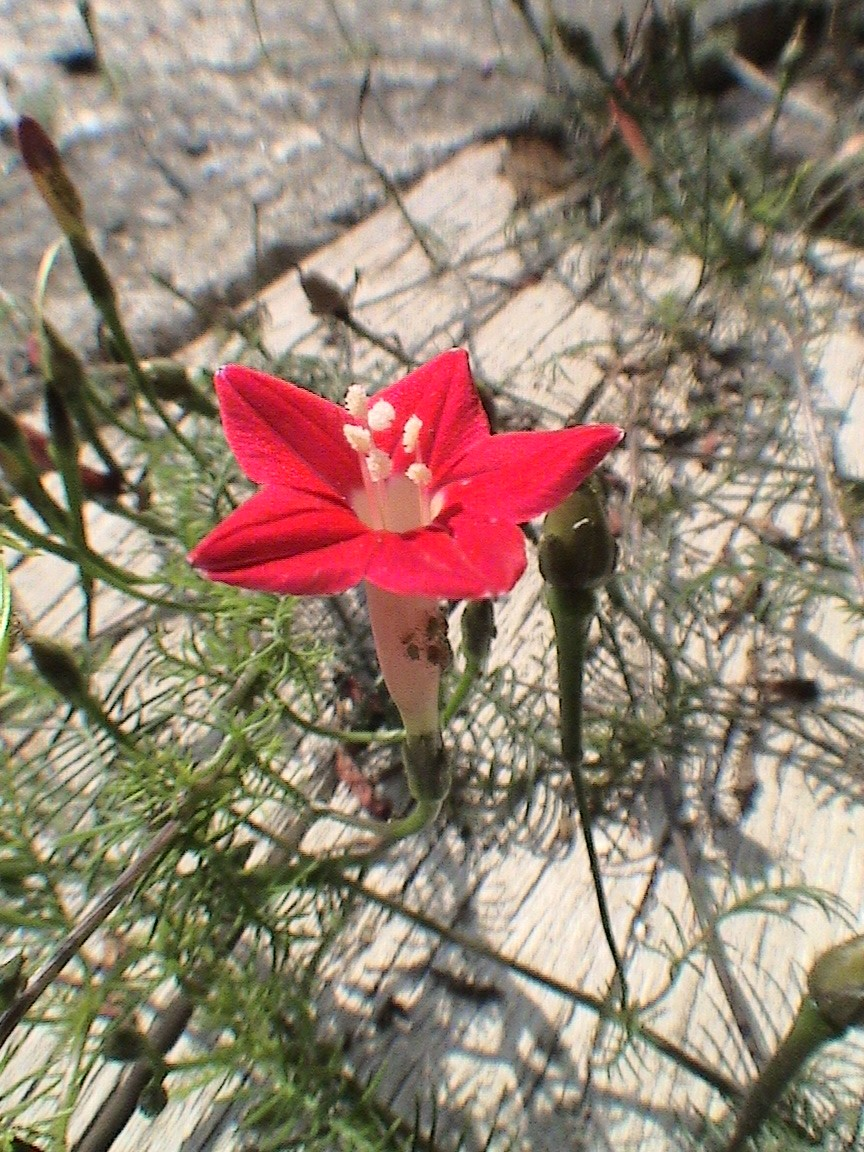
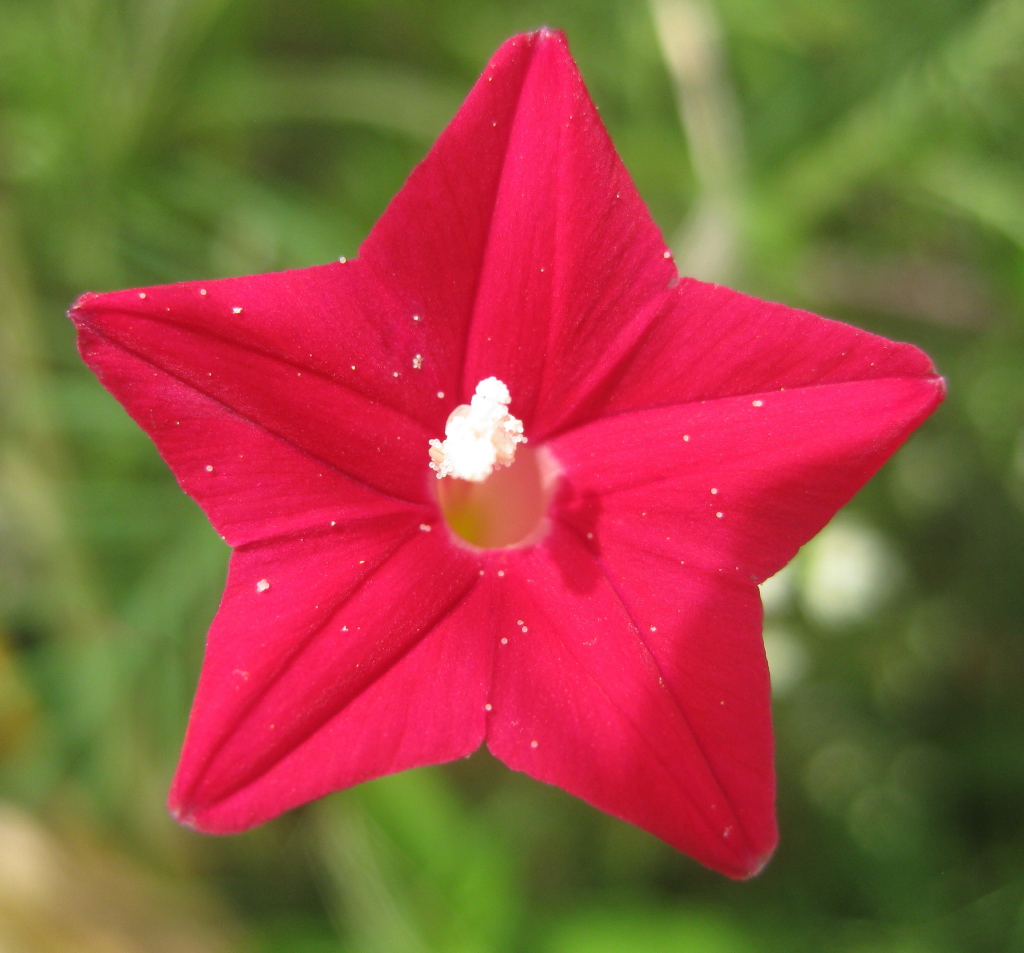
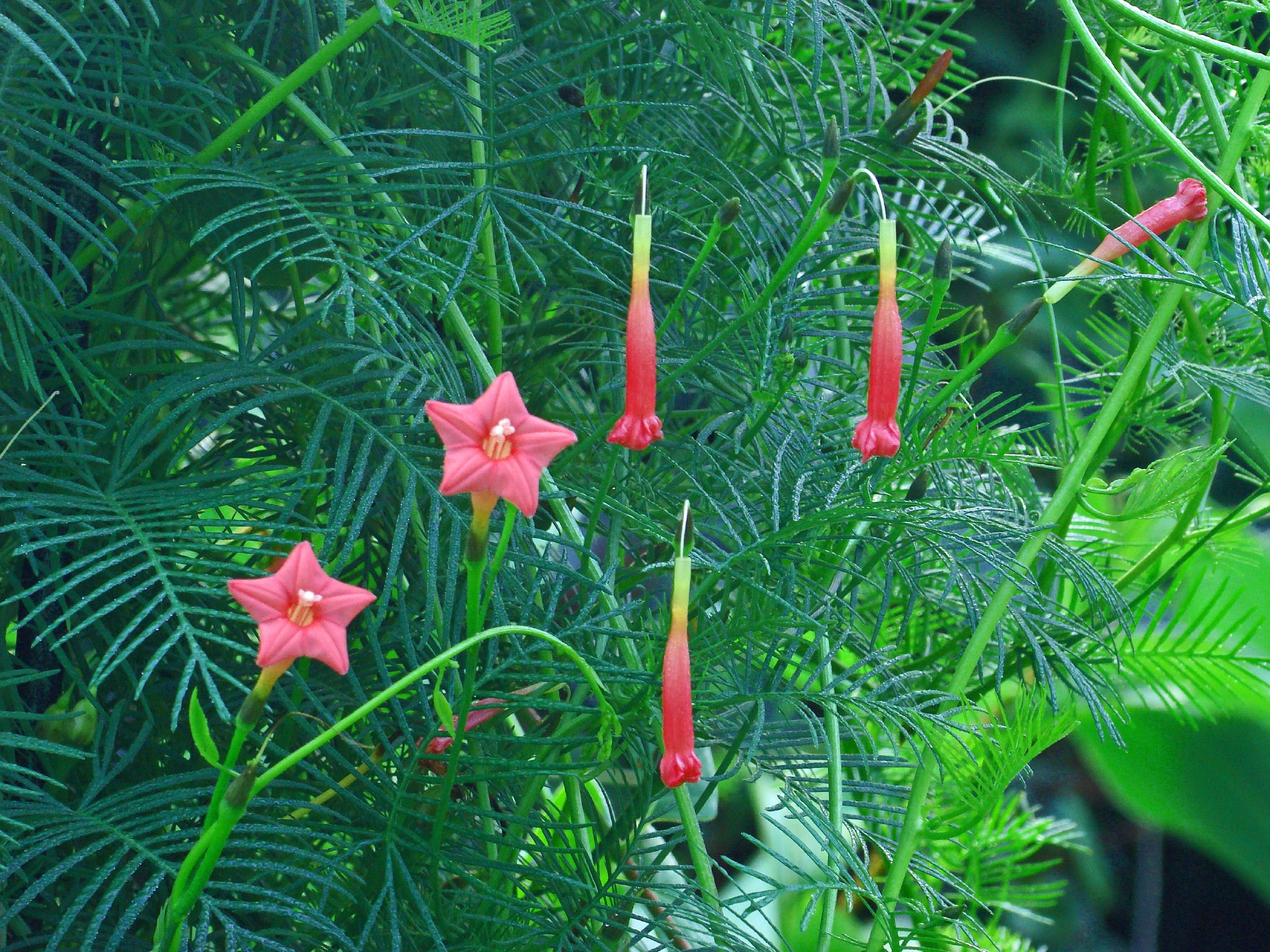
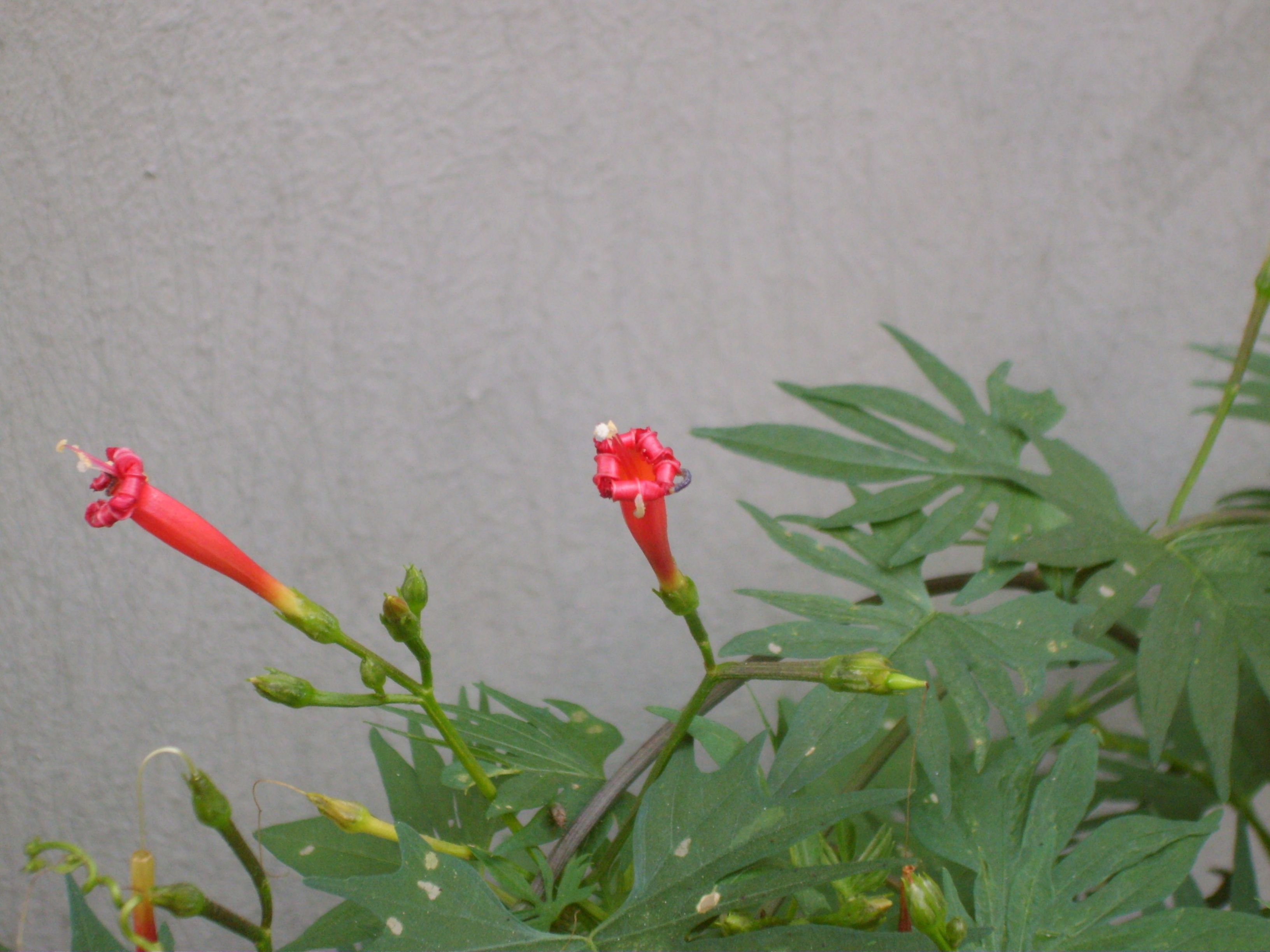